# Otto III van Rietberg
Otto III van Rietberg of Otto III van Rietbergen (1264-1308) was een telg van de graven van Rietbergen en was van 1301 tot 1306 bisschop van Münster.

## Biografie

Stamwapen van Rietberg

Otto was de tweede zoon van Graaf Frederik I van Rietbergen en Beatrix van Horstmar en ging naar school in Paderborn. Vanaf 1282 was hij domdechant, vanaf 1296 domproost en op 28 januari 1301 werd hij beëdigd als bisschop. Op 18 februari 1302 veleende Otto stadsrechten aan Billerbeck. In oktober 1303 sluit Otto een verbond met Everhard I van der Mark en nemen samen kasteel Bredevoort in. De burcht wordt snel veroverd. Er komt een permanente bezetting op het kasteel. Het kasteel Lohn bood meer tegenstand waardoor zij de aftocht moesten blazen. Een vrouw pleegde echter verraad, en wist tegen een beloning in de vorm van Engels laken, te vertellen dat ze op het kasteel niet genoeg voorraad hadden om een langdurig beleg uit te houden. De vrouw kreeg voor haar verraad geen Engels Laken, wel ze werd aangekleed met roeden en daarna levend begraven. De bisschop zeggende: "Als zij één edele heer verraad, mocht ze ook een andere edele heer verraden." De bisschop keerde terug en nam het kasteel in. Herman II van Loon vlucht, maar valt in handen van de burgerij van Bocholt die hem vervolgens aan de bisschop uitleveren. Om Herman te wreken grijpen bisschop Wichbold van Holte van Keulen de zwager van Herman en Ludolf II van Steinfurt onaangekondigd naar de wapens en zetten de strijd tegen de bisschop voort en nemen Dülmen en Rikesmolen, een nieuw Münsters kasteel in. Daarmee weten zij uiteindelijk een soort "vrede" te bedingen. (Zie:Strijd om Bredevoort (1322-1326). Op 5 juli 1304 werden door Otto aan Dülmen stadsrechten verleend. In 1306 werd Otto afgezet als Bisschop omdat hij diverse rechtsovertredingen beging. In het jaar 1308 stierf hij te Rome.